# Falmagne
Falmagne (en wallon Falmagne) est une section de la ville belge de Dinant située en Région wallonne dans la province de Namur.
C'était une commune à part entière avant la fusion des communes de 1977.

## Étymologie
Appelé Falmana au IXe siècle, le nom de ce village provient vraisemblablement d'une déformation du mot Famenne indiquant la région toute proche.

## Géographie
Falmagne est situé au sud de la vallée de la Lesse (un affluent de la Meuse), à la limite entre les zones géologiques du Condroz et de la Famenne. À une altitude d'environ 230 m, il est situé sur un plateau et surplombe le village de Falmignoul.
Autrefois, le village était desservi par la halte de Walzin, sur la commune de Dréhance.

## Évolution démographique
- Source: DGS, 1831 à 1970=recensements population, 1976= habitants au 31 décembre

## Liste des bourgmestres de 1830 à 1977

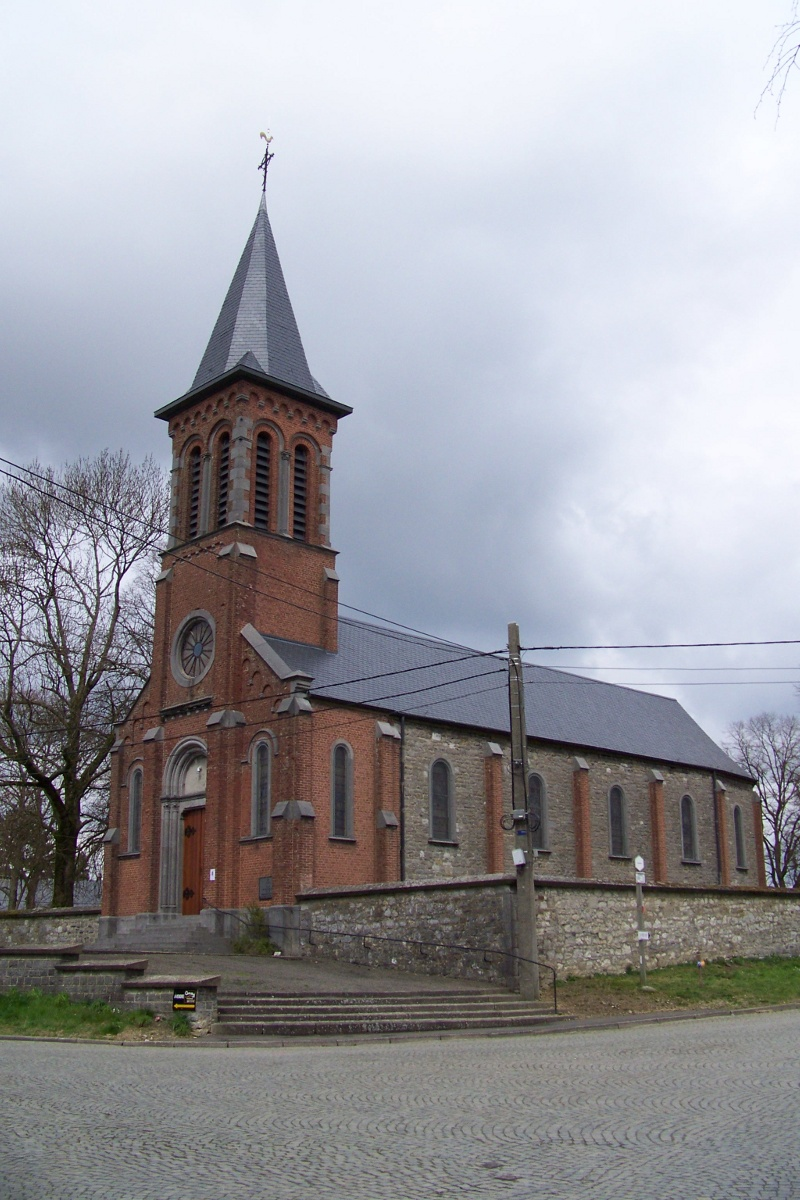
L'église Sainte-Geneviève.

## Histoire

Bataille de Falmagne 1790.

Le 22 septembre 1790 a lieu la bataille de Falmagne entre les révolutionnaires brabançons et les troupes autrichiennes. C'est par la vallée mosane et la reprise de Namur que l'Autriche récupérera le territoire des États belgiques unis.